# Vrh pri Fari
Vrh pri Fari – wieś w Słowenii, w gminie Kostel. W 2018 roku liczyła 17 mieszkańców.